# Славонская епархия
Славо́нская епа́рхия (серб. Епархија славонска, также Пакрацко-Славонская епархия, серб. Епархија пакрачко-славонска) — епархия Сербской православной церкви. Центр епархии — город Пакрац в Хорватии. В Пакраце находится Соборная церковь епархии, однако сейчас резиденция епископа располагается в монастыре Ясеновац в одноименном городке.

## История
Первая сербская епархия в Славонии — Пожегская епархия была основана после обновления Печской патриархии в 1557 году. Первое упоминание о ней находится в рукописях монастыря Ораховица и датируется 1585 годом. Точно не известно, где находилась резиденция епископа. Предположительно, она была в Пожеге или монастыре Ораховица. Тогда вся Славония была под турецким владычеством, в ней проживало значительное количество православных сербов. Епархия продолжала существовать вплоть до 1688 года, когда Славония была занята австрийскими войсками.
Вслед за этим местные австрийские власти начали оказывать давление на сербское население, чтобы склонить тех на сторону униатства. Однако с этим решительно боролся патриарх Арсений III Черноевич, благодаря усилиям которого униатам не удалось закрепиться в Славонии. Особую роль в этом сыграло и восстание Ракоци в Венгрии, из-за чего австрийские власти, желая заручиться поддержкой православных сербов, прекратили всяческое давление. В 1708 году, после смерти патриарха, епархия вновь стала самостоятельной и именовалась Пакрацкой.
С 1766 года по 1920 года епархия была в юрисдикции автокефальной Карловацкая патриархии.
В XVIII столетии основной угрозой для епархии продолжало оставать униатство, которому покровительствовали австрийские власти. В середине века в Пакраце была основана семинария, которой затем стало уделяться значительное внимание со стороны местного сербского духовенства. Следом за ней в крае стали открываться сербские школы, сыгравшие большую роль в развитии культуры в Славонии. Также при резиденции епископа была создана библиотека.
В годы Второй мировой войны хорватские усташи разрушили многие православные церкви и убили значительное число проживавших в Славонии сербов. После войны некоторые церкви, как например в городах Нова-Градишка, Окучани и Ясеновац были восстановлены, однако масштабная реконструкция наткнулась на противодействие местных коммунистических властей. В 1959 году епархия получила прежнее название Славонская.
До войны 1991—1995 гг. в епархии было 78 приходов, 71 церковная община, 45 священников и 3 монастыря — Ораховица, Пакра и Святой Анны. В результате боевых действий и атак хорватских войск многие церкви оказались разрушены, а духовенство вместе с большинством сербского населения покинуло край. После войны началось восстановление многих церквей, в Славонию вернулась и часть живших здесь ранее сербов.

## Епископы
- 1660—1667 — Иоаким (Дьякович)

Епископы Пакрачские
- 1699—1703 — Петроний (Любибратич)
- 1795—1710 — Софроний (Подгоричанин)
- 1710 — Василий (Раич)
- 1715—1716 — Гавриил (Попович)
- 1717—1720 — Афанасий (Радошевич)
- 1721—1743 — Никифор (Стефанович)
- 1743—1757 — Софроний (Йованович)
- 1757—1759 — Викентий (Йованович-Видак)  в/у
- 1759—1769 — Арсений (Радивоевич)
- 1770—1781 — Афанасий (Живкович)
- 1781—1783 — Иосиф (Йованович-Шкабента)
- после 1783—1786 — Павел (Авакумович)
- 1786—1807 — Кирилл (Живкович)
- 1808—1828 — Иосиф (Путник)
- 1829—1839 — Георгий (Хранислав)
- 1839—1843 — Стефан (Попович)
- 1843—1864 — Стефан (Крагуевич)
- 25 января 1864 — 8 апреля 1887 — Никанор (Груич)
- 3 мая 1890 — 18 февраля 1941 — Мирон (Николич)
- февраль — июнь 1941 — Савва (Трлаич) в/у, еп. Горнокарловацкий
- 1941—1951 — Дамаскин (Грданички)  в/у
- 12 июня — 9 сентября 1951 — Емилиан (Маринович)

Епископы Славонские
- 9 сентября 1951 — 18 января 1982 — Емилиан (Маринович)
- 1981—1985 — Иоанн (Павлович)  в/у, митрополит Загребско-Люблянский
- 18 мая 1985 — 14 мая 1999 — Лукиан (Пантелич)
- 14 мая 1999 — 1 ноября 2013 — Савва (Юрич)
- 2013—2014 — Ириней (Гаврилович)  в/у, патр. Сербский
- с 24 мая 2014 — Иоанн (Чулибрк)

## Монастыри
- Монастырь Ораховица
- Монастырь Пакра
- Монастырь Святой Анны
- Монастырь Ясеновац